# Hutch Games
Hutch Games Ltd — британская компания-разработчик и издатель гоночных видеоигр с офисами в Лондоне, Данди и Новой Шотландии, основанная Шоном Ратлендом в 2011 году. По данным Modern Times Group, в компании работают более 150 человек.
Hutch является разработчиком и издателем популярных игр F1 Clash, Top Drives, Rebel Racing, Hot Wheels: Race Off, MMX Hill Climb и других. За первые девять месяцев 2020 года студия заработала $56,3 млн, а её выручка выросла на 158 % в годовом выражении.
В декабре 2020 года шведская медиакомпания Modern Times Group приобрела Hutch Games за 375 миллионов долларов, заплатив 275 млн наличными, а остальные 100 млн привязав к финансовым результатам студии в период с 2021 по 2024 год. Студия вошла в новый игровой холдинг GamingCo.
В 2022 году студия разрешила сотрудникам работать в формате «четырехдневки» и после полугода эксперимента продлила эксперимент ещё как минимум год.

## Игры
| Год  | Название              | Платформа                                        | Издатель                                |
| ---- | --------------------- | ------------------------------------------------ | --------------------------------------- |
| 2012 | Smash Cops            | Android, iOS (iPhone, iPad)                      | Hutch Games                             |
| 2012 | Smash Cops Heat       | Android, iOS (iPhone, iPad), Windows Phone       | Hutch Games                             |
| 2013 | Smash Bandits Racing  | Android, iOS (iPhone, iPad), Windows Phone       | Hutch Games                             |
| 2014 | MMX Racing            | Android, iOS (iPhone, iPad)                      | Hutch Games                             |
| 2016 | MMX Hill Climb (Dash) | Android, iOS (iPhone, iPad) tvOS                 | Hutch Games                             |
| 2016 | Race Kings            | Android, iOS (iPhone, iPad)                      | Hutch Games                             |
| 2016 | Hot Wheels: Race Off  | Android, iOS (iPhone, iPad), tvOS                | Hutch Games                             |
| 2017 | Top Drives            | Android, iOS (iPhone, iPad)                      | Hutch Games                             |
| 2018 | MMX Hill Dash 2       | Android, iOS (iPhone, iPad)                      | Hutch Games                             |
| 2019 | F1 Clash              | Android, iOS (iPhone, iPad)                      | Hutch Games, EA Sports, Electronic Arts |
| 2019 | Rebel Racing          | PC (Windows), Android, iOS (iPhone, iPad), macOS | Hutch Games                             |
| 2021 | Puzzle Heist          | Android, iOS                                     | Hutch Games                             |
| 2023 | Forza Customs         | Android, iOS (iPhone, iPad)                      | Hutch Games, Turn 10 Studios            |
| 2024 | NASCAR Manager        | Android, iOS                                     | Hutch Games                             |
| 2024 | Hot Wheels: Race Off+ | iOS                                              | Mattel Electronics                      |
| 2025 | Matchcreek Motors     | Android, iOS                                     | Hutch Games                             |